# جزیره سن کریستوبال

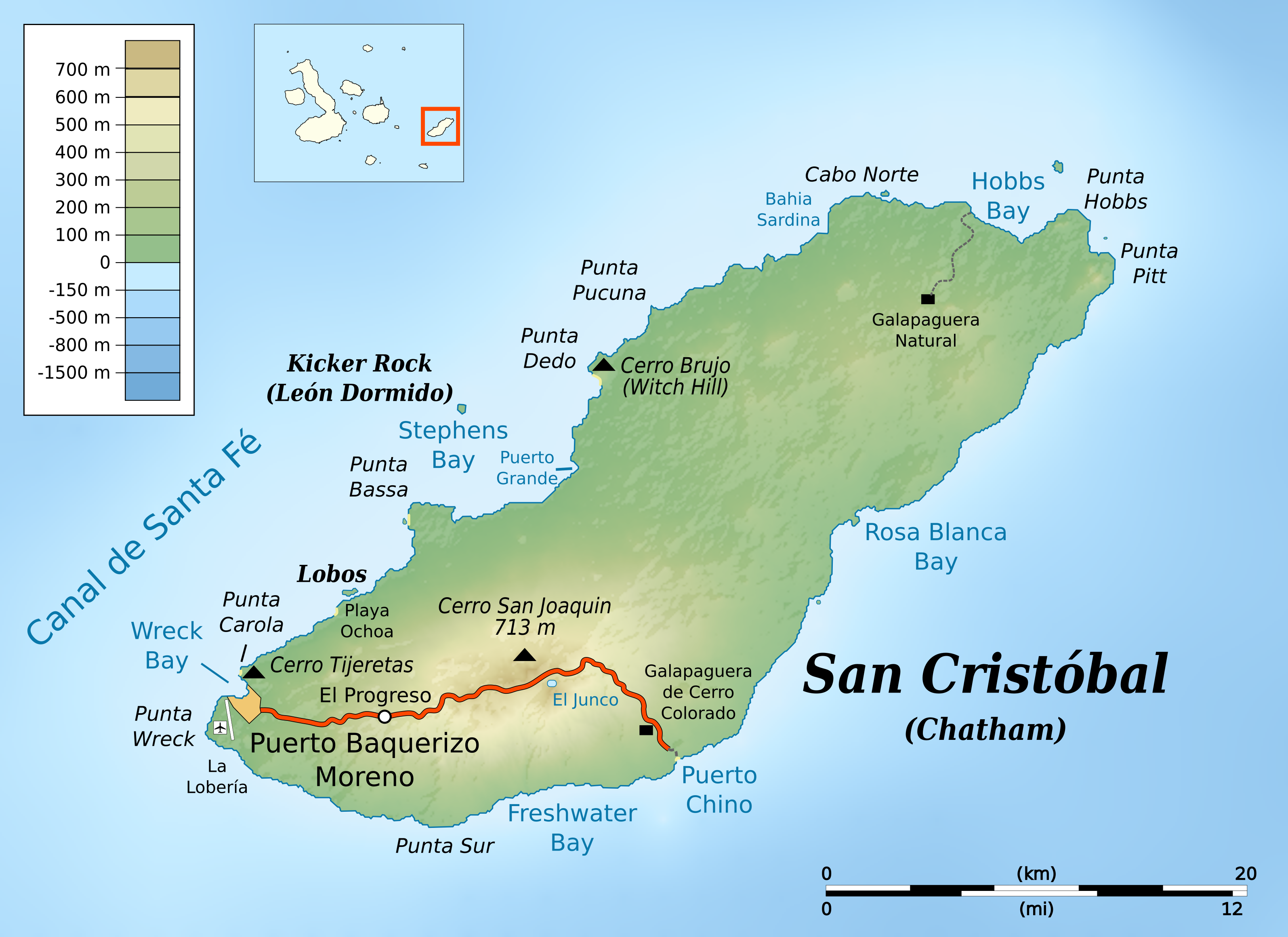
نقشه توپوگرافی

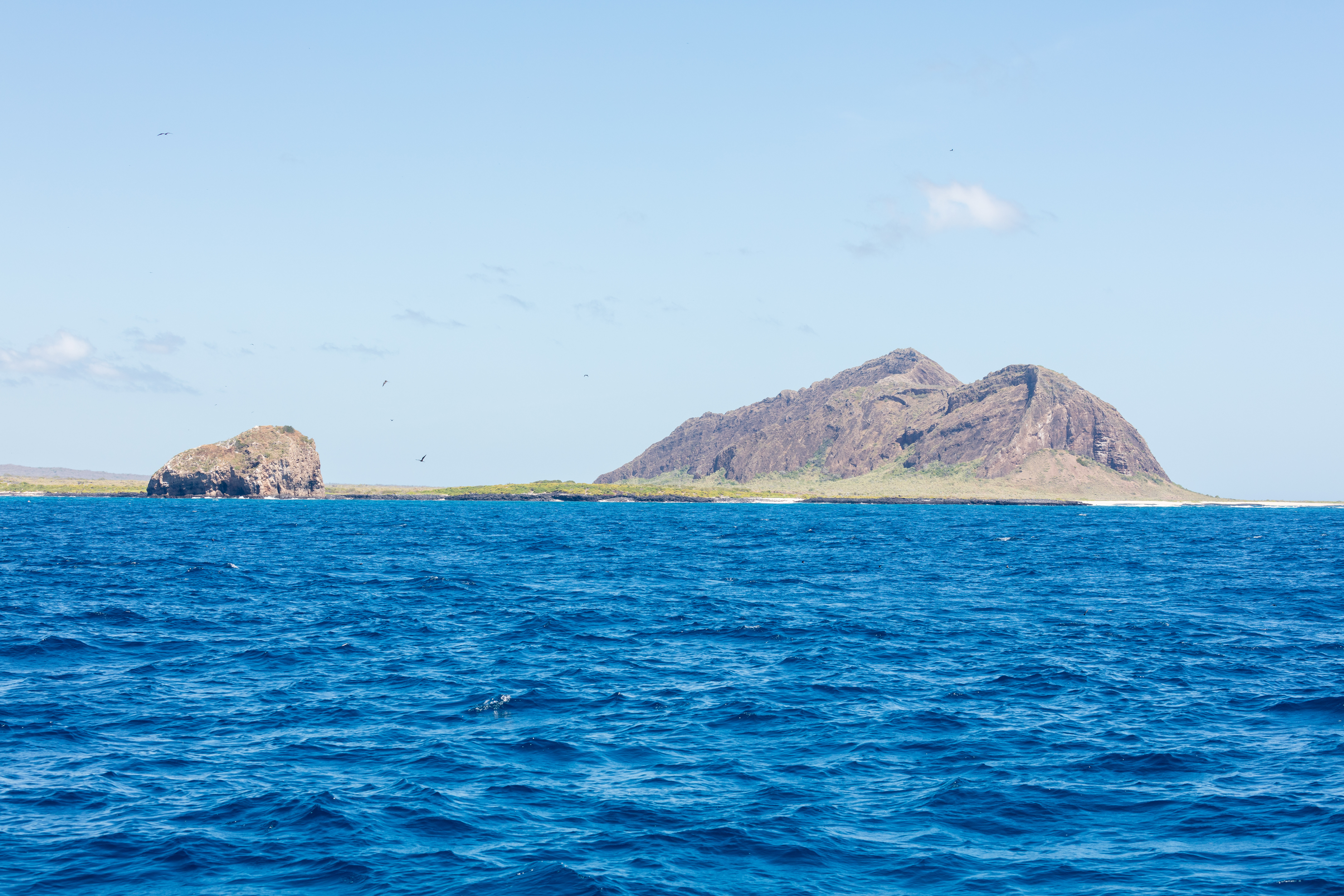
منظره جزیره از دریا.

جزیره سن کریستوبال شرقی‌ترین جزیره مجمع‌الجزایر گالاپاگوس و همین‌طور از نظر زمین‌شناسی قدیمی‌ترین جزیرهٔ آنجاست. این جزیره از نظر اداری بخشی از ایالت سن کریستوبال اکوادور است.

## تاریخچه
جزیره سن کریستوبال از سه یا چهار آتشفشان خاموش متصل به هم تشکیل شده‌است. آنجا خانهٔ قدیمی‌ترین ساکنان دائمی جزیره است و جایی است که داروین برای اولین بار در سال ۱۸۳۵ به ساحل آن قدم گذاشت. دریاچهٔ کوچک دهانهٔ آتشفشانی که ال جانکو نامیده می‌شود تنها منبع آب شیرین جزیره است. در دسترس بودن آب‌های شیرین علت اقامت ساکنان اولیه جزیره در آن است. در سال ۱۸۸۰ در این جزیره برای زندانیان سرزمین اکوادور اقامتگاه اجباری ساخته شد. این اقامتگاه بعدها به پایگاه نظامی اکوادور مرکز صادرات محصولات جزیره شامل شکر، قهوه ،مانیوک، گله، ماهی ولیمو تبدیل شد.
در سال ۱۸۸۰ یواس‌اس آلباتروس (۱۸۸۲)، یک کشتی تحقیقاتی نیروی دریایی مختص کمیسیون ماهی ایالات متحده، در جزیره خالی از سکنه چارلز لنگر انداخت.

## جغرافیا
جزیره سن کریستوبال ۵۵۸ کیلومتر مربع مساحت دارد؛ و بلندترین نقطه آن ۷۳۰ است. جمعیت آن تقریباً ۶۰۰۰ نفر است. جزیره سن کریستوبال حاصلخیزترین جزیره مجمع‌الجزایر گالاپاگوس است و از نظر جمعیت پس از سانتا کروز مقام دوم را دارد. پایتخت مجمع‌الجزایر گالاپاگوس پوئرتو باکوریزو مورنو در نوک جنوب غربی این جزیره واقع شده‌است.

## حمل و نقل هوایی

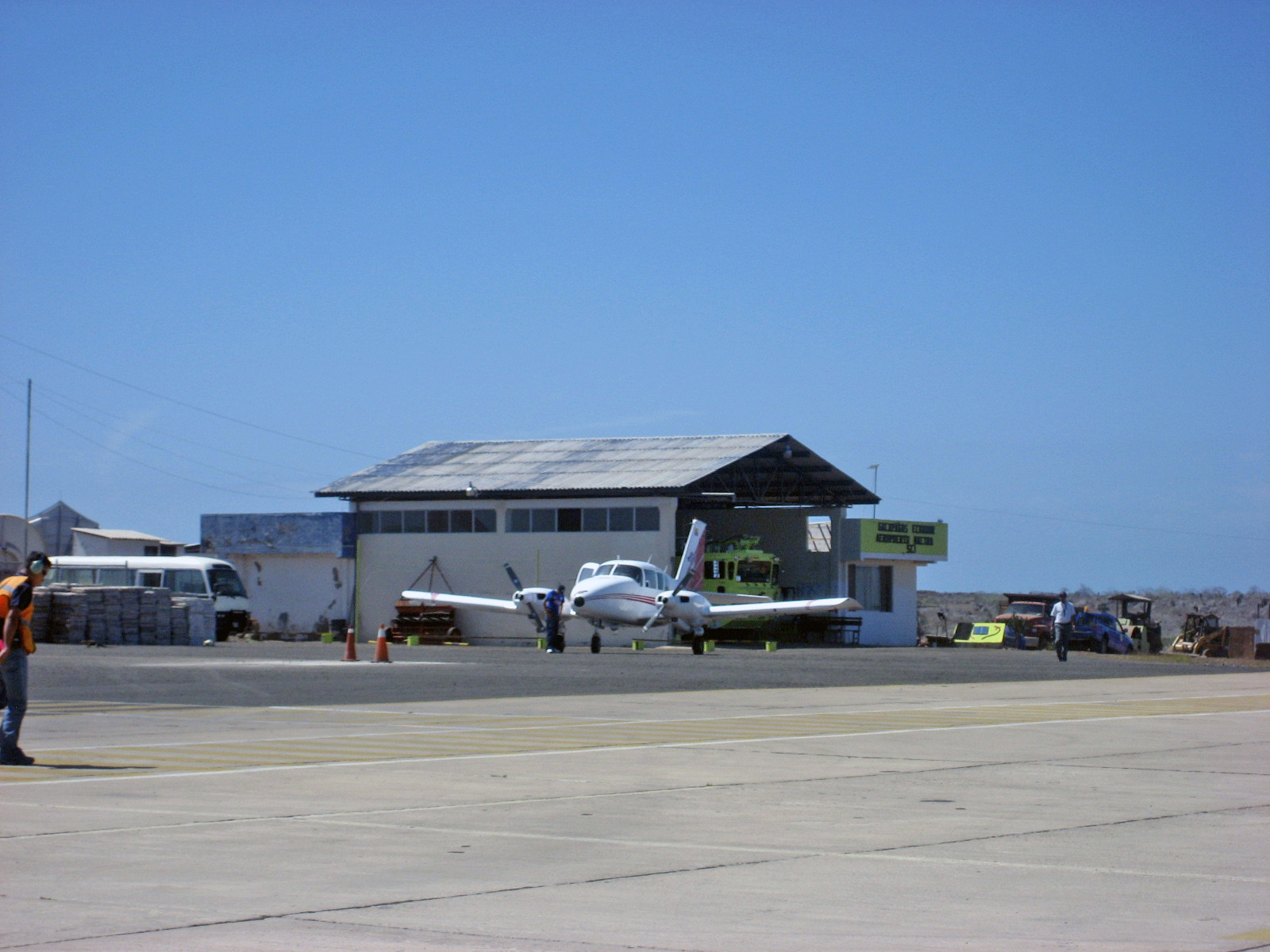
فرودگاه جزیره

بوسیله فرودگاه سن کریستوبال با پروازهای روزانه از Quito و Guayaquil به جزیره خدمات رسانی می‌شود. از نزدیکترین هتل‌ها و رستوران‌ها تا قلب سن کریستوبال فقط ۲۰ دقیقه فاصله هست.

## بوم‌شناسی

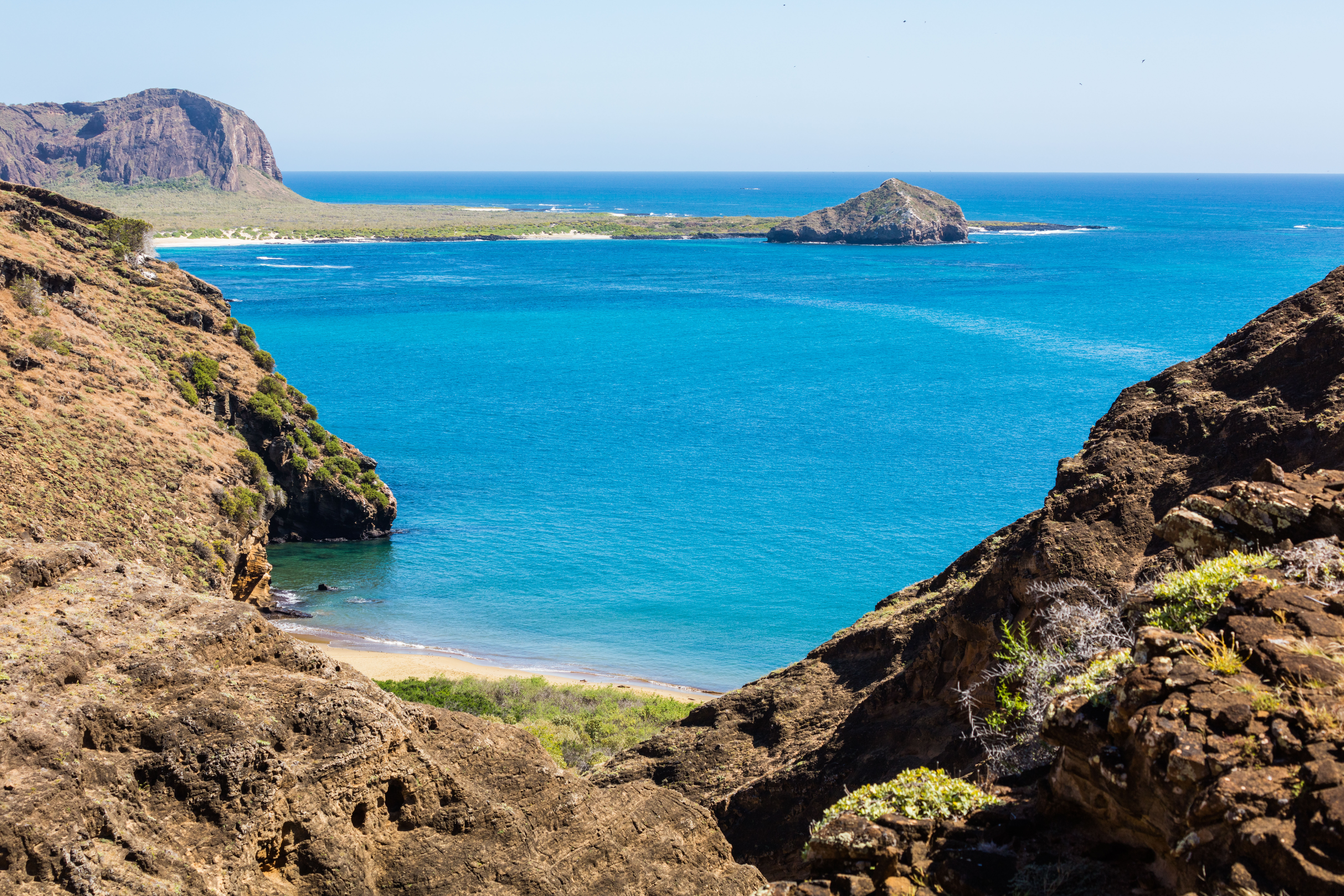
نمایی از سن کریستوبال

این جزیره میزبان مرغ دله، شیر دریایی گالاپاگوس، لاک‌پشت گالاپاگوس، کودن پاآبی، کودن پاقرمز، مرغ گرمسیری، ایگوانای دریایی، دلفین وکاکایی دم‌چلچله‌ای است. در آب‌های نزدیک کوسه ،پرتوماهی و شاه‌میگو وجود دارد.
بزرگترین دریاچه آب شیرین مجمع‌الجزایر، لاگونا ال جانکو، در نیمه جنوبی جزیره در ارتفاعات در دهانهٔ آتشفشان واقع شده‌است.

## نگارخانه

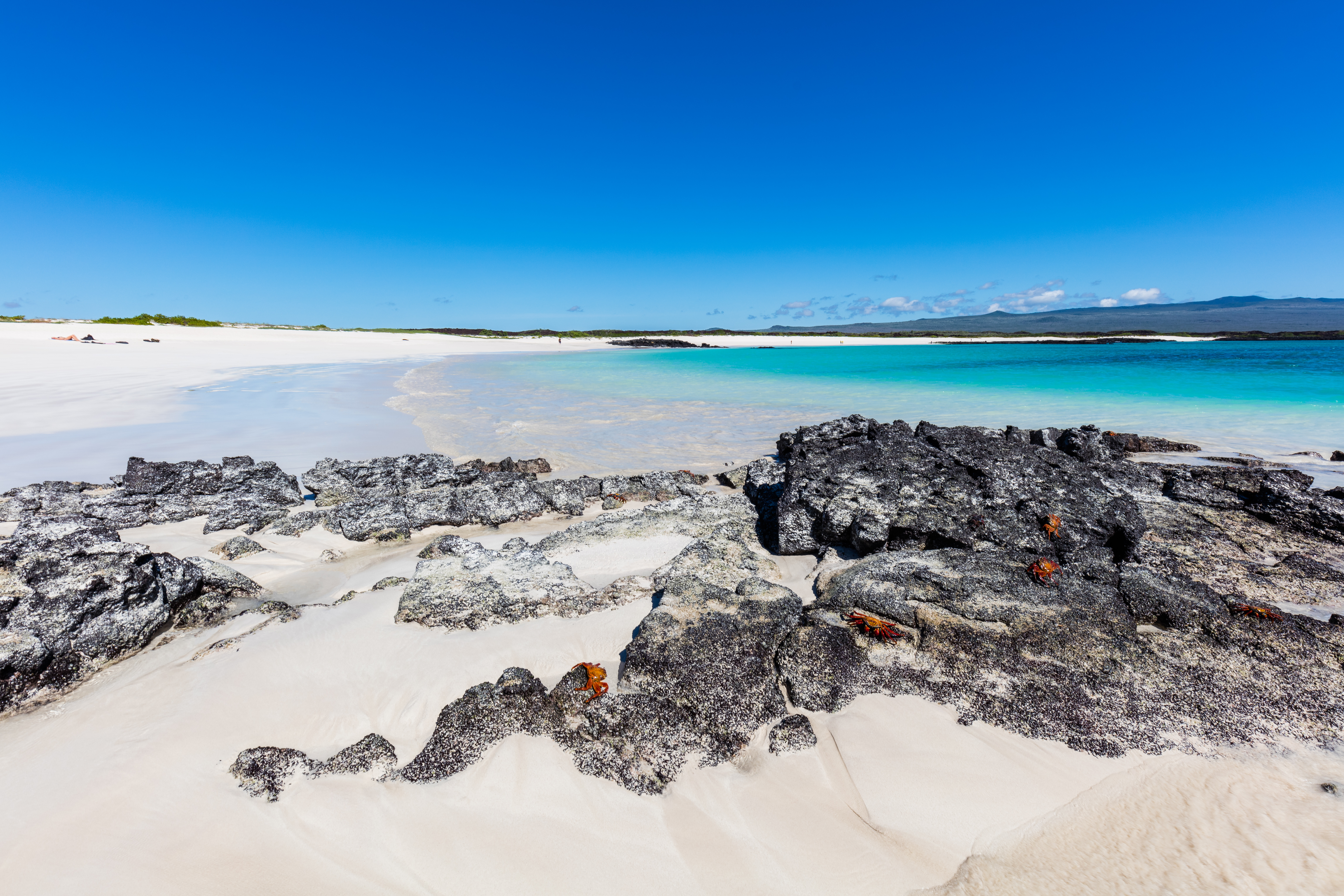
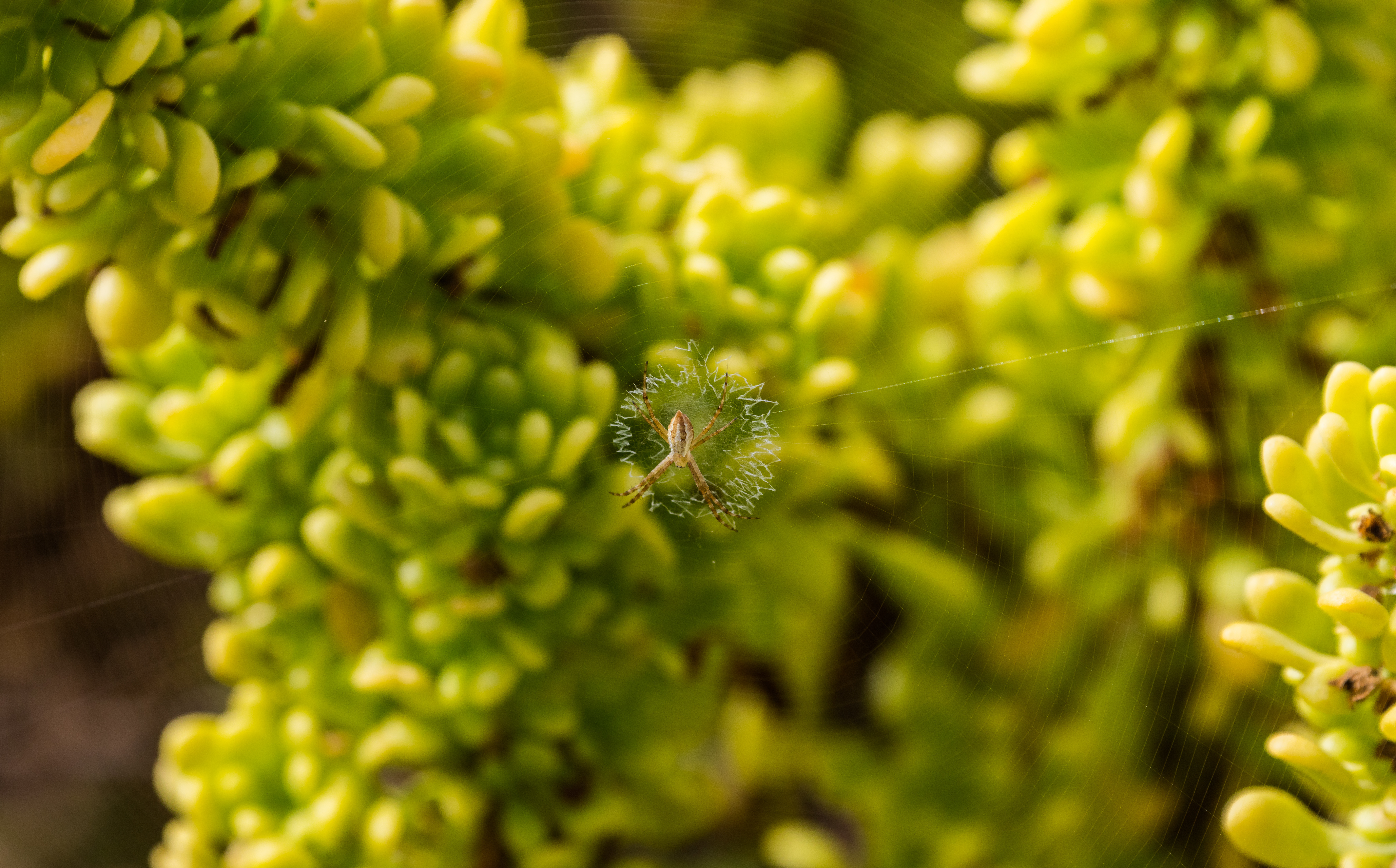
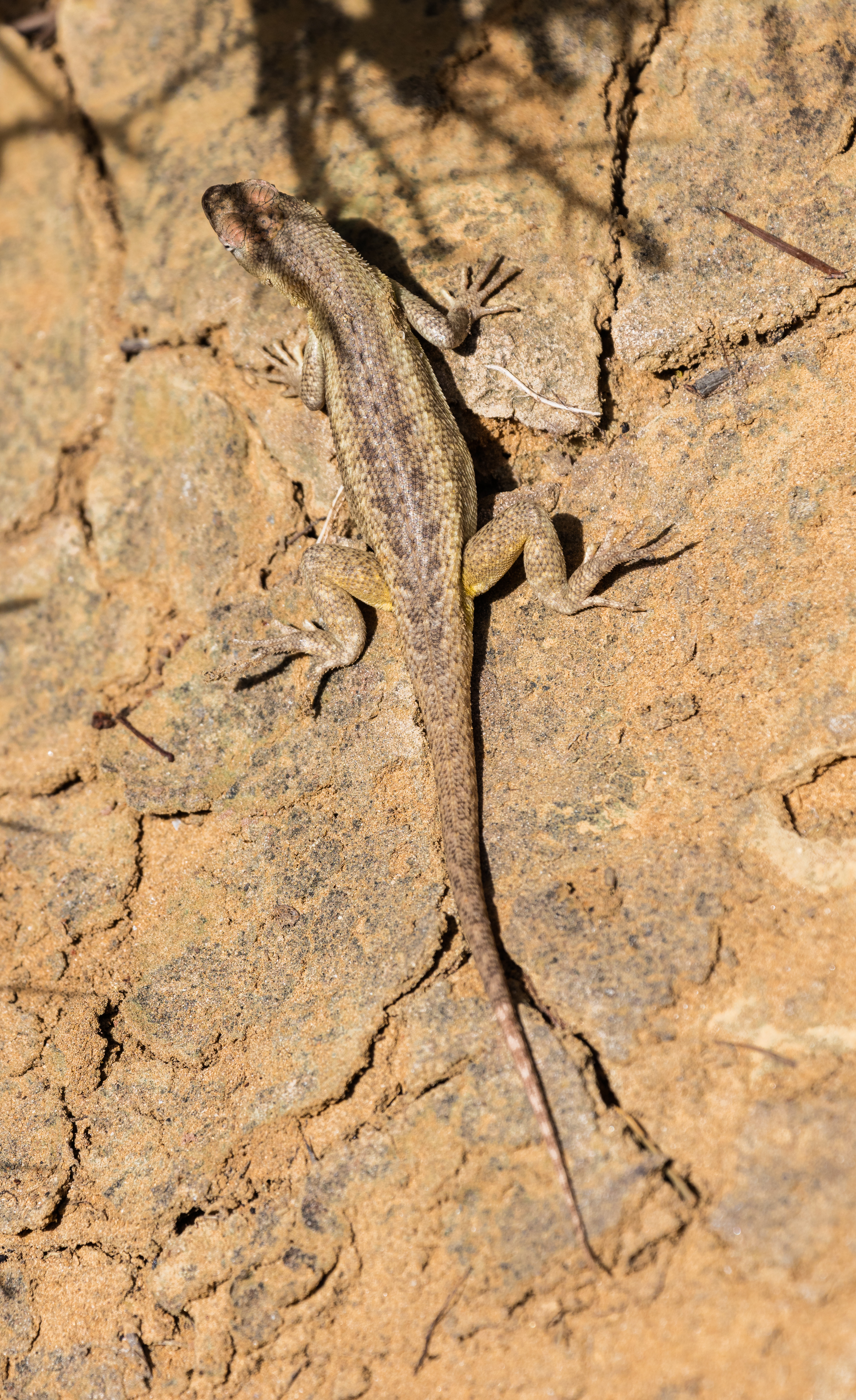
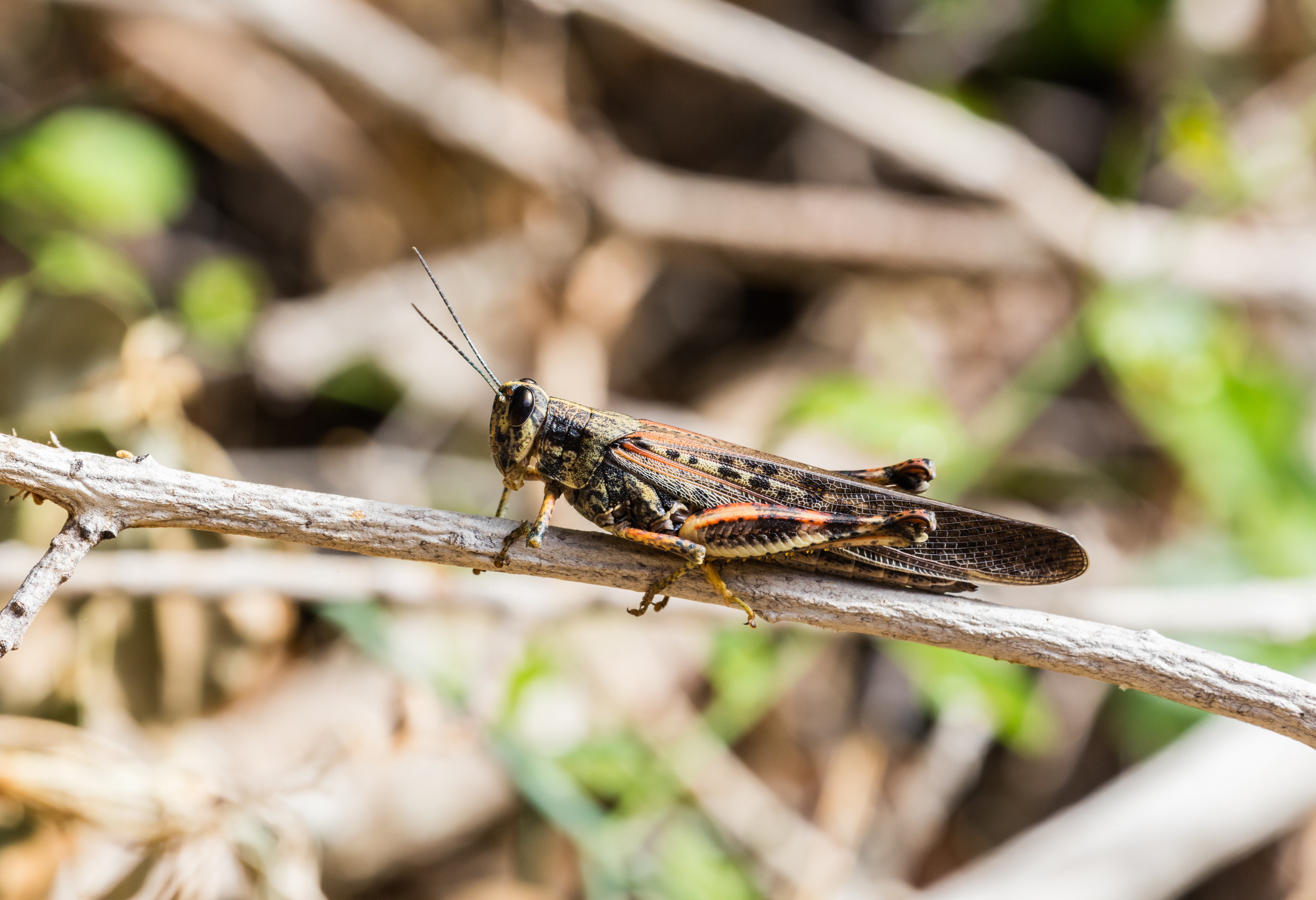
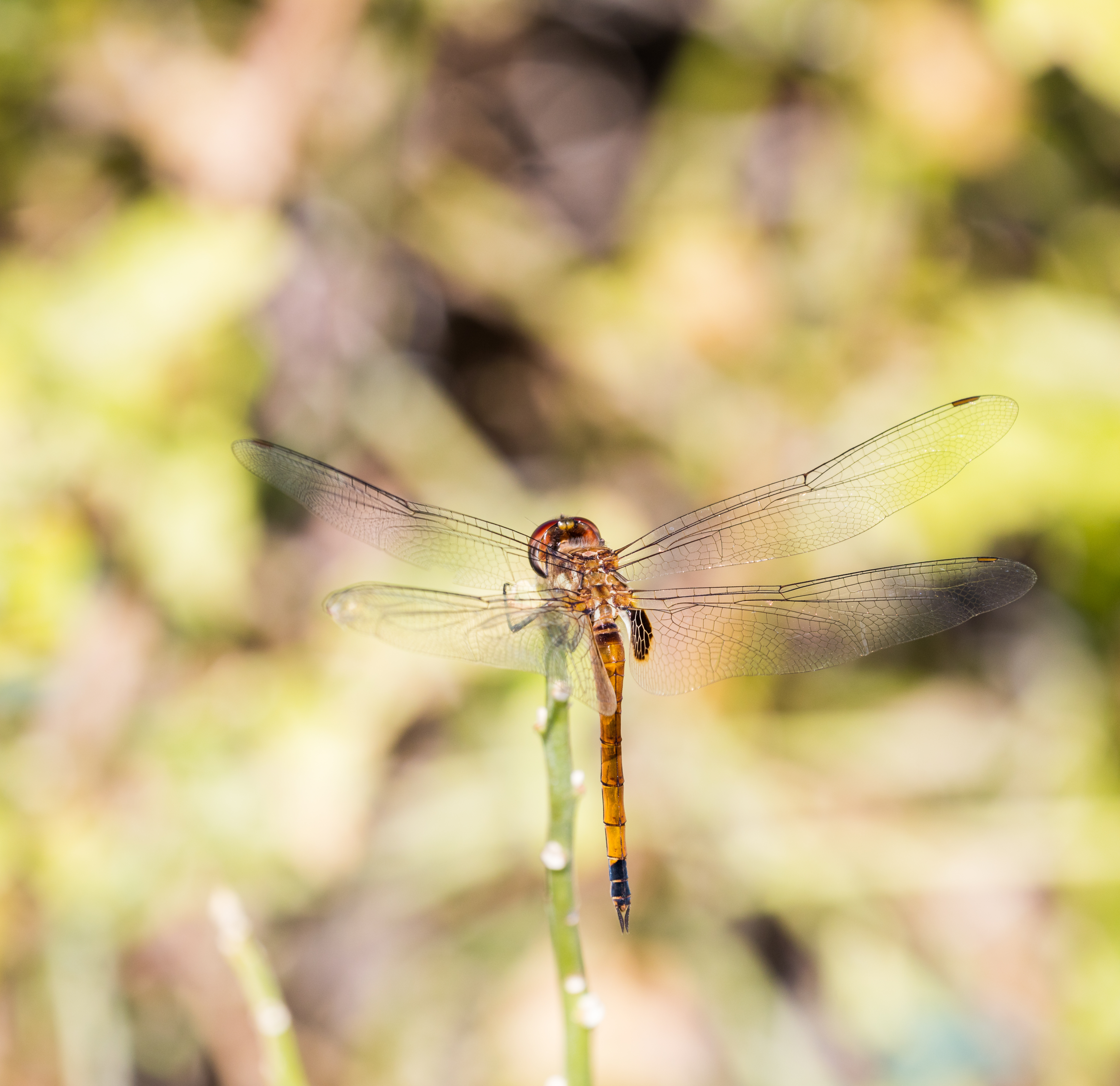
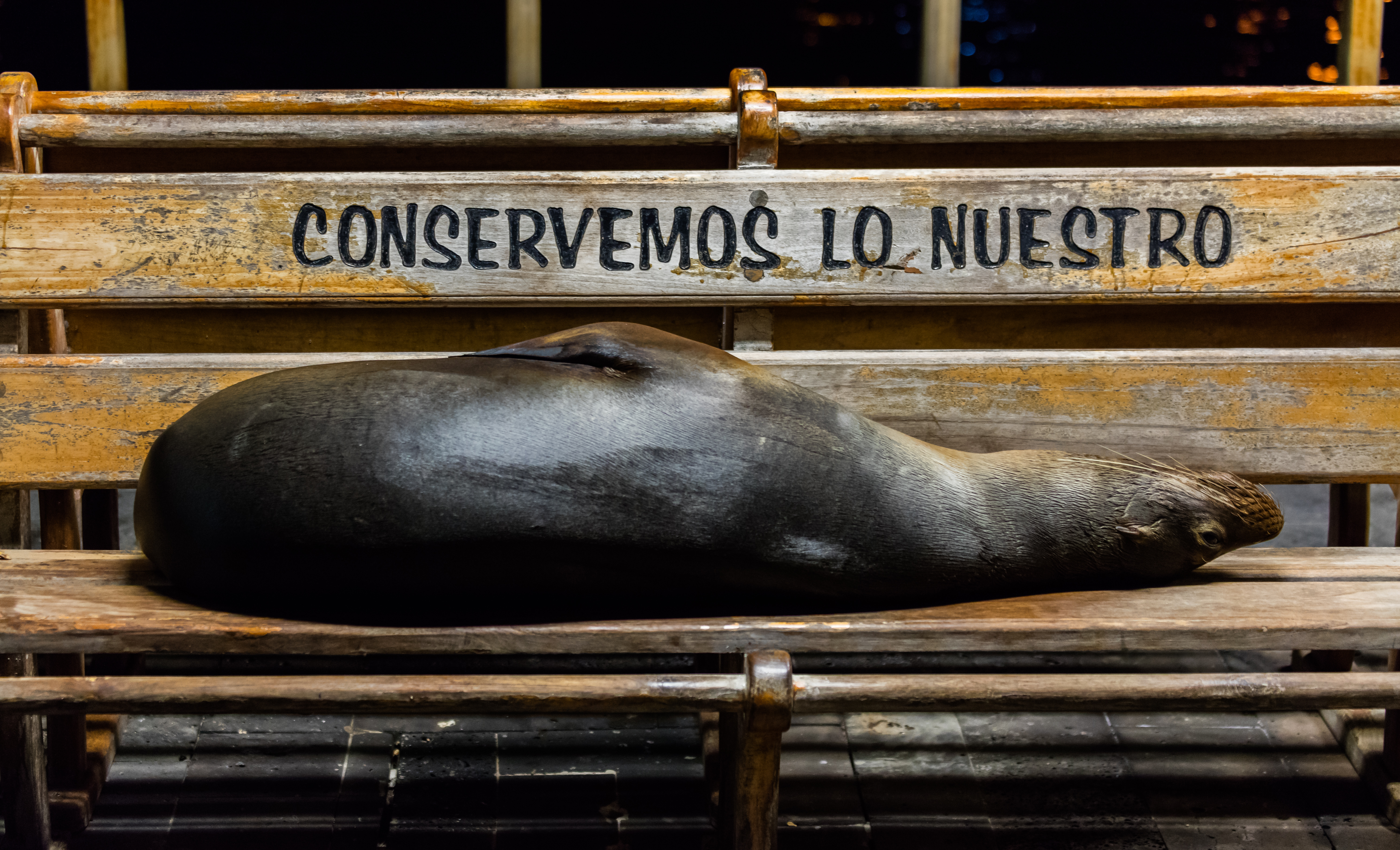
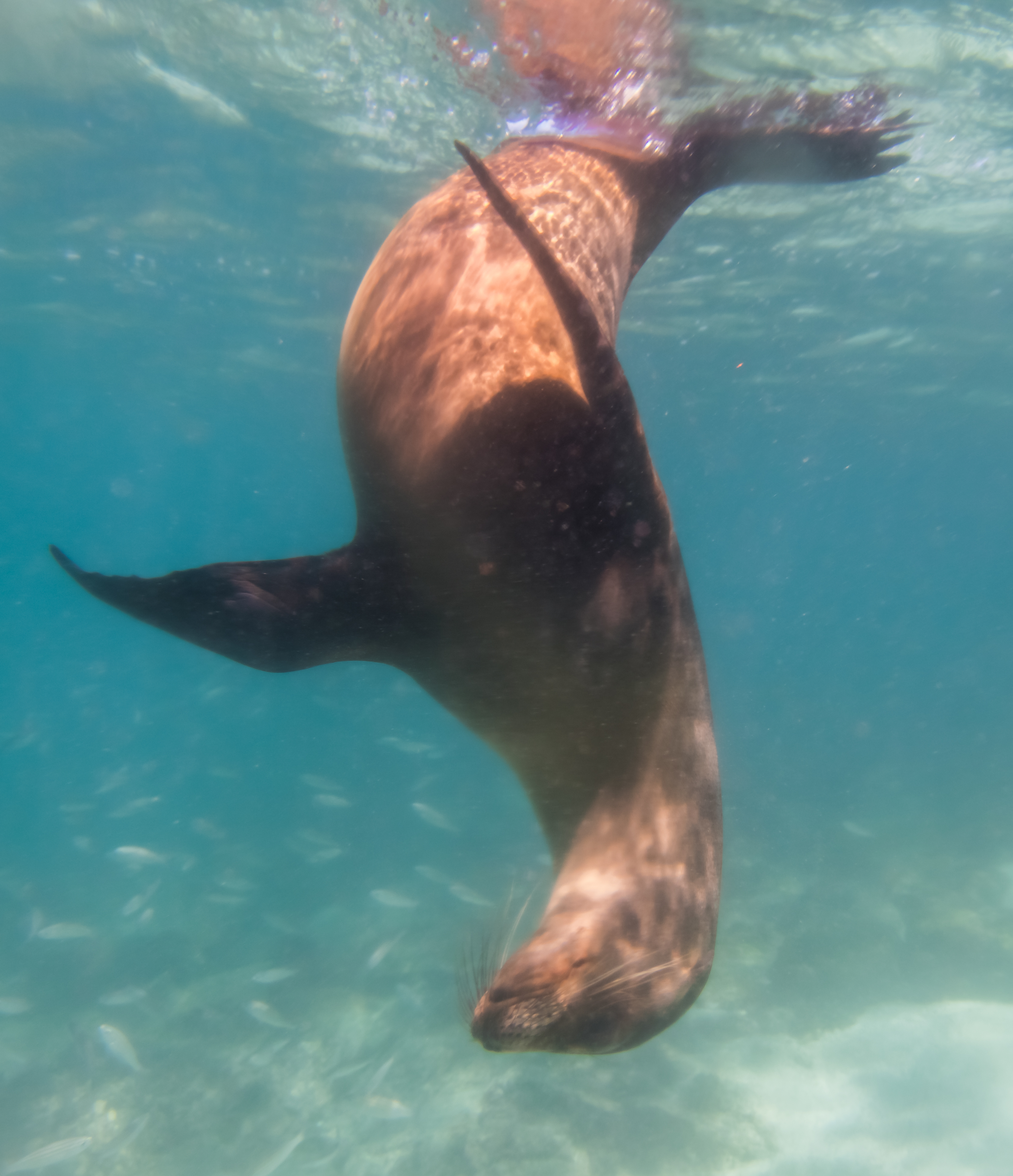
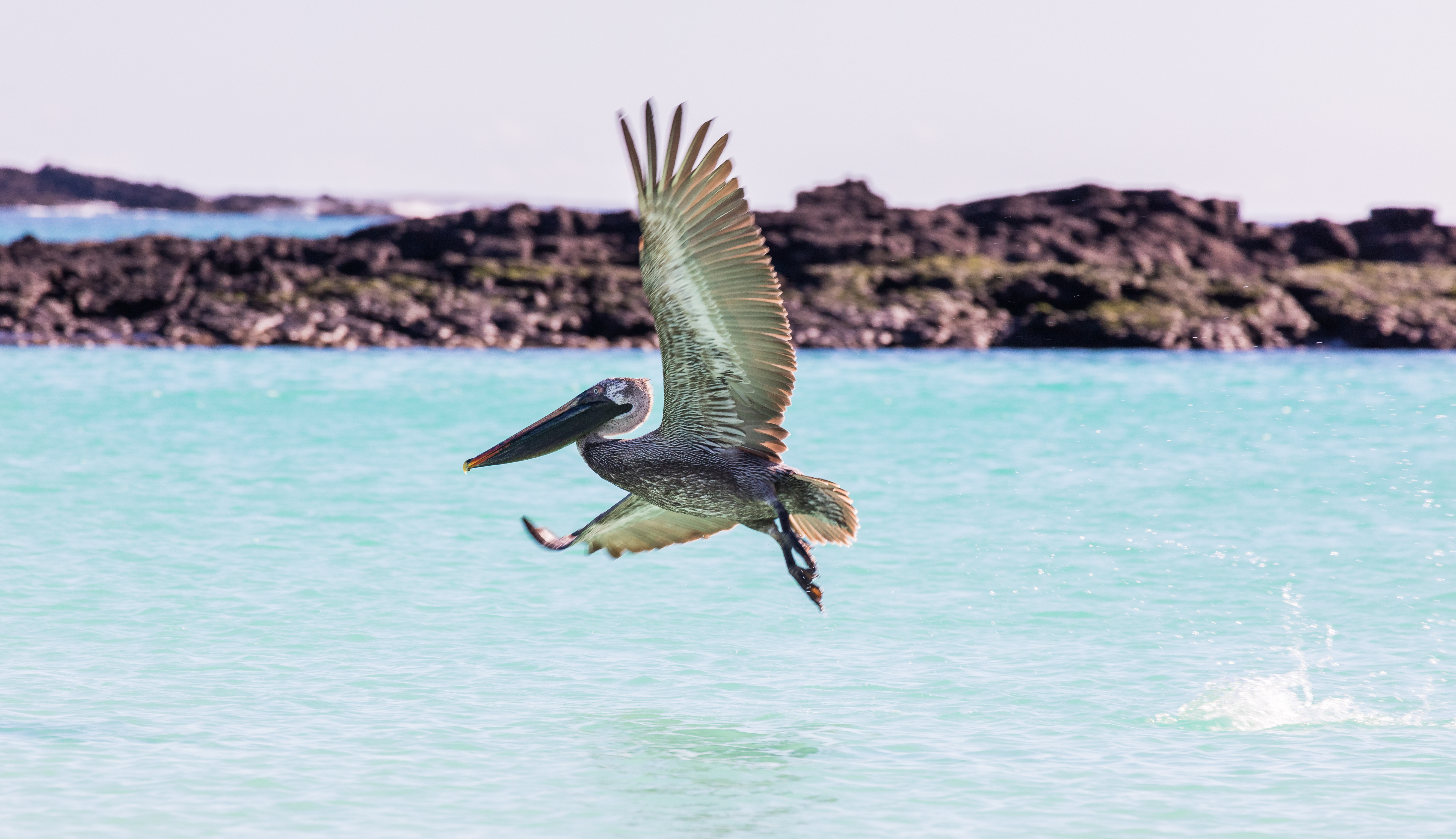
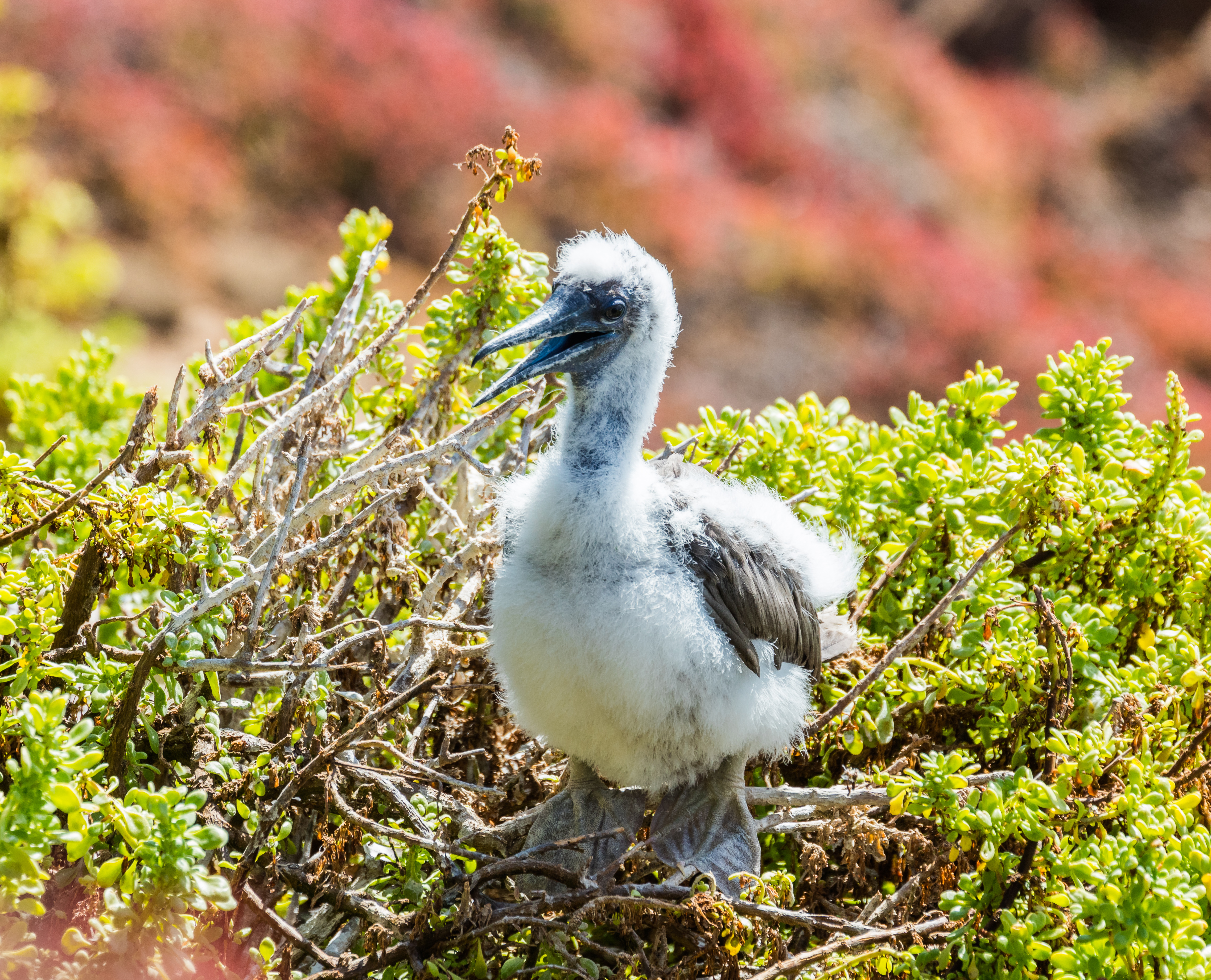
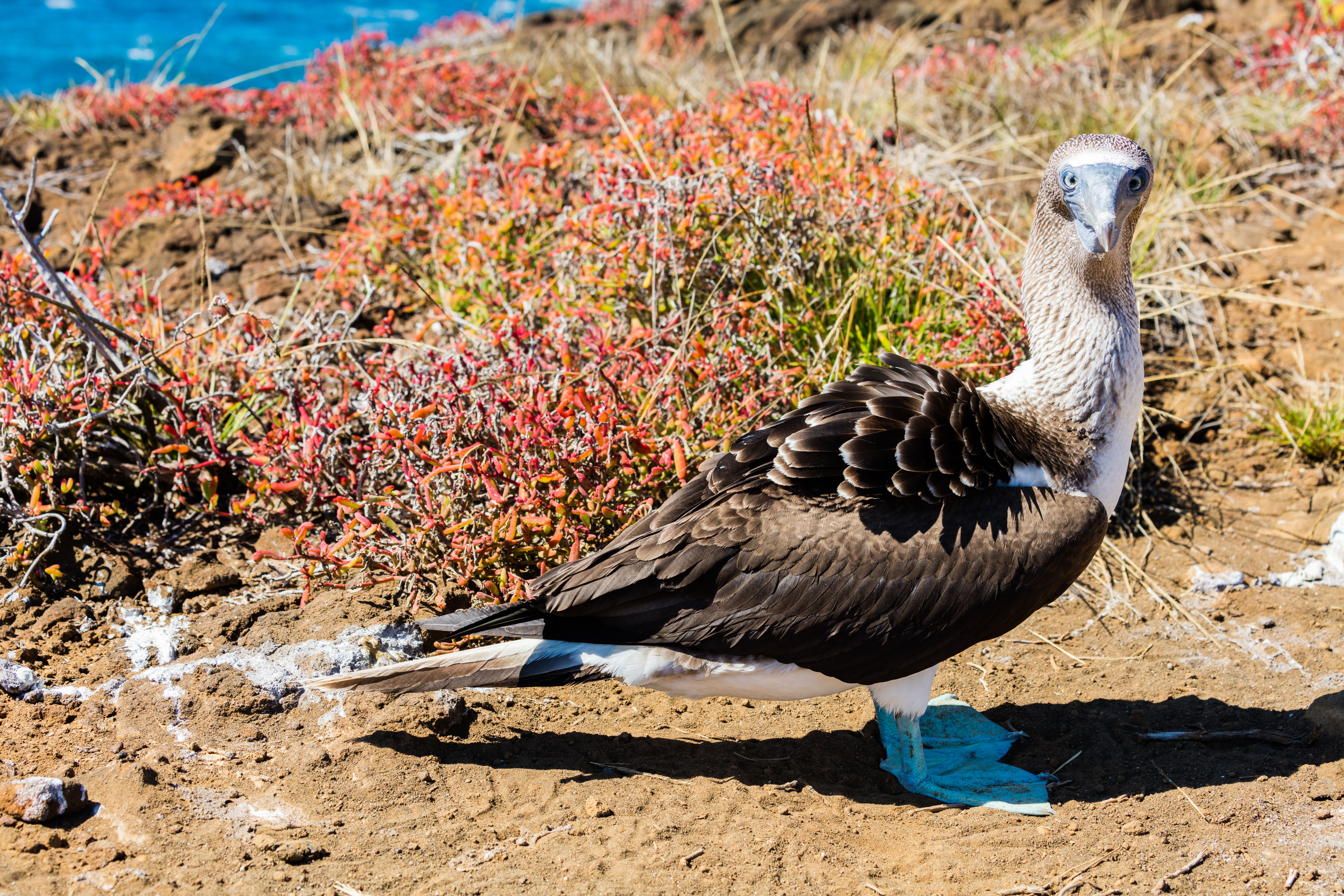
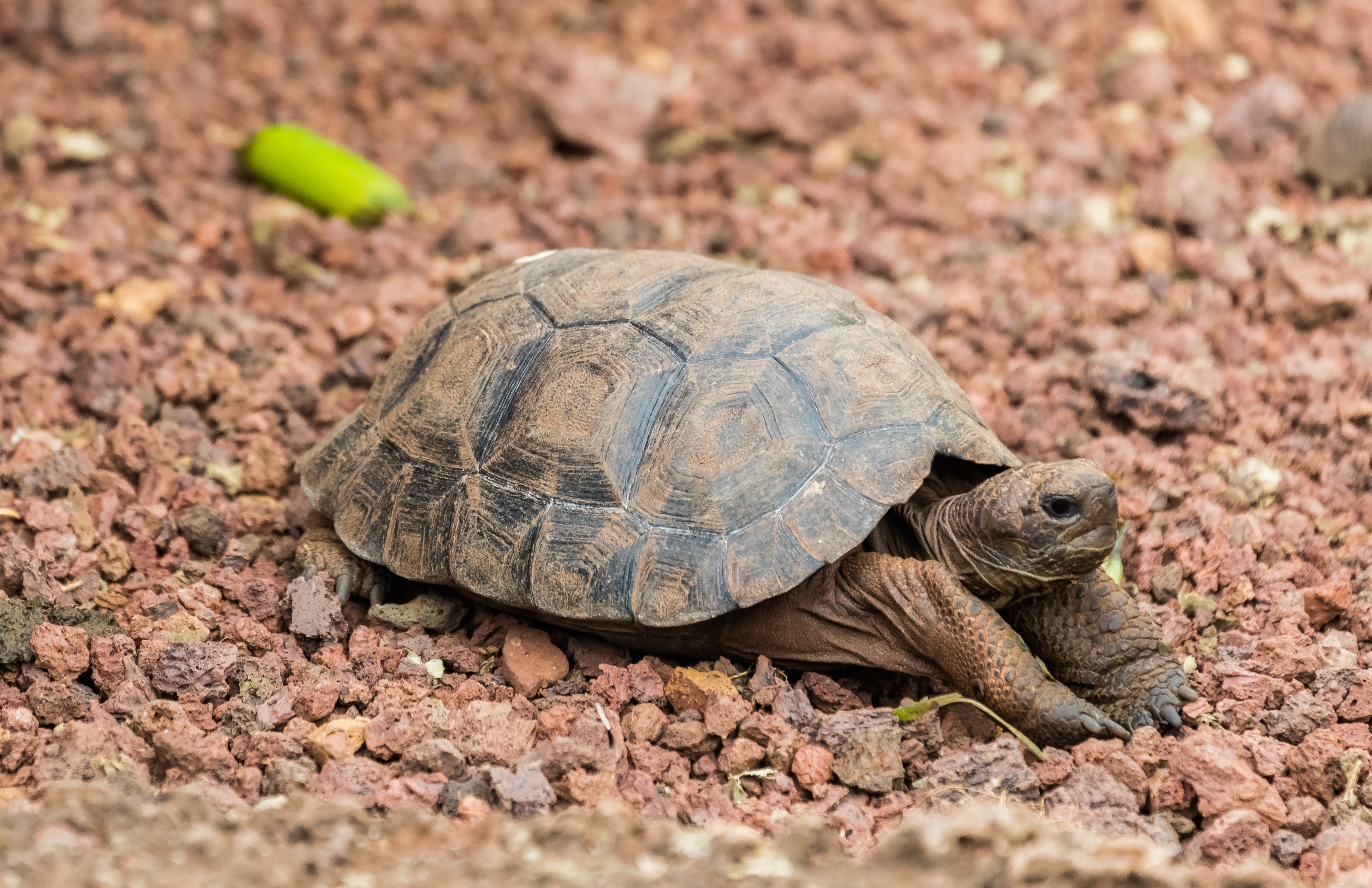
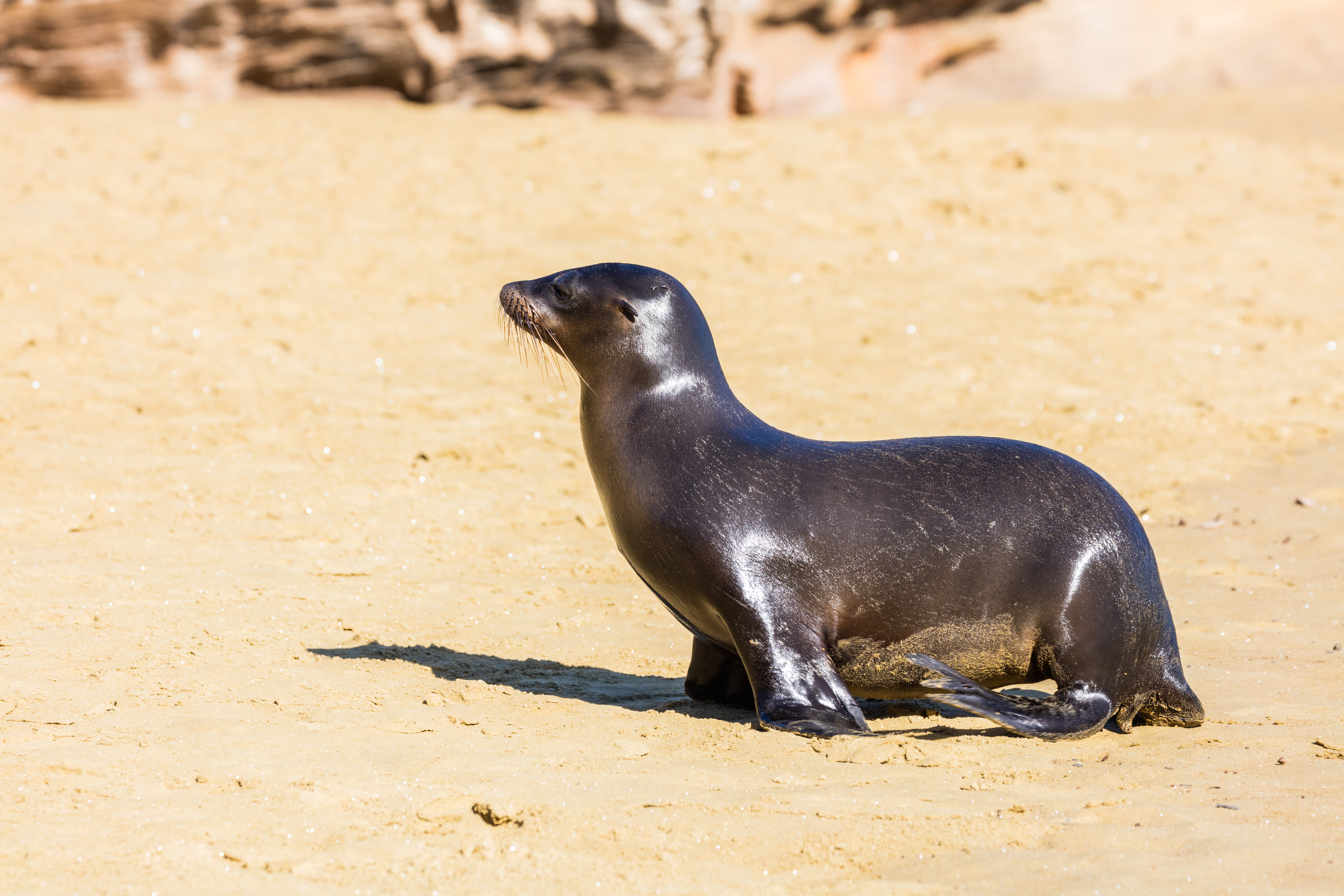

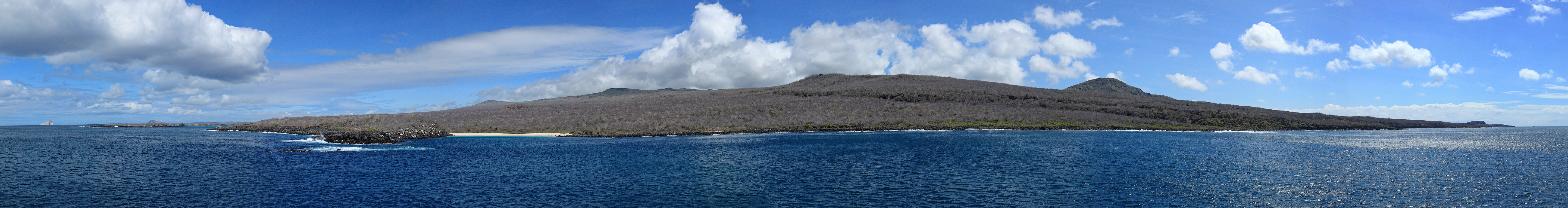
چشم‌انداز جزیره از غرب